# Ian Stewart (Musiker)

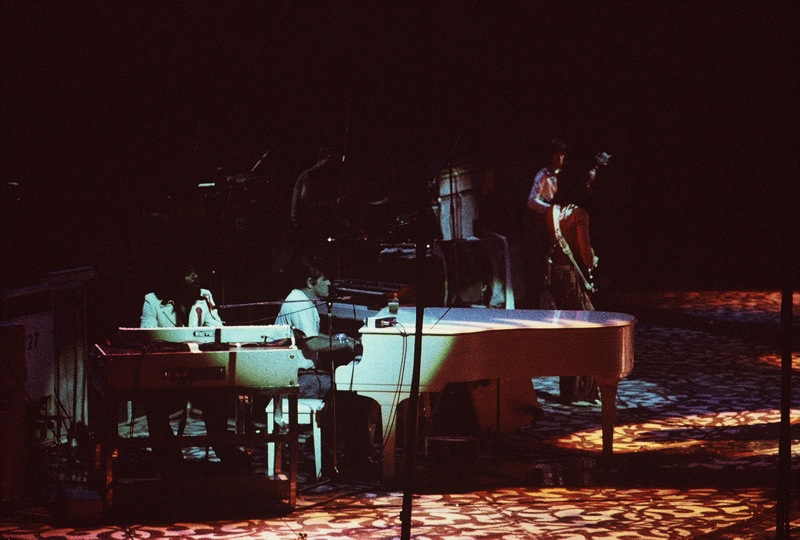
Ian Stewart am Flügel bei einem Rolling-Stones-Konzert; daneben Billy Preston (1975)

Ian „Stu“ Stewart (* 18. Juli 1938 in Pittenweem, Schottland; † 12. Dezember 1985 in London) war ein britischer Pianist und gehörte zu den Gründungsmitgliedern der Band The Rolling Stones. Deren früherer Manager Andrew Loog Oldham veranlasste 1963, dass Stewart aus der Gruppe ausgeschlossen wurde, weil er befand, er passe wegen seines Aussehens nicht zum Image der Band. Stewart gehörte jedoch als Roadmanager und Pianist bei Plattenaufnahmen und Liveauftritten bis zu seinem Tod weiterhin zum nahen Umfeld der Rolling Stones.

## Laufbahn
Ian Stewart, den Mick Jagger und Keith Richards zusammen mit Stewarts Freund Brian Jones kennengelernt hatten, arbeitete nach dem wegen seines vorspringenden Kinns und seiner mangelnden Androgynität erfolgten Ausschluss aus The Rolling Stones als Elektriker – er war der einzige „Rolling Stone“ mit abgeschlossener Berufsausbildung. Als er seine Meisterprüfung erfolgreich abgeschlossen hatte, bekam er von den Rolling Stones bei der privaten Meisterfeier als Geschenk die komplette Kostenübernahme zur Gründung eines Elektrikergeschäftes geschenkt.
Ian Stewart, genannt auch Stu, prägte durch seinen Boogie-Stil sehr viele Songs der Rolling Stones. Das beste Beispiel ist wahrscheinlich deren Version der Chuck-Berry-Komposition Around and Around von 1964. Als Pianist und Road Manager trug er seinen Teil zum Erfolg der Gruppe bei. Gelegentlich spielte er bei anderen Gruppen mit, wie zum Beispiel bei Led Zeppelin, wo er unter anderem in dem Song Boogie with Stu verewigt ist, und bei Ronnie Lane. Auf den Tourneen USA 1975, Europa 1976 und USA 1981, Europa 1982 begleitete er die Rolling Stones auch auf der Bühne am Piano. Sein Motto: „I have seen the first show and I will see the finish show“.
Im Jahr 1980 gründete er mit Bob Hall die Band Rocket 88. Der Name bezieht sich auf den gleichnamigen Song von Pete Johnson aus dem Jahr 1949, der als eines der ersten Rock-’n’-Roll-Stücke gilt. Die einzige offizielle Veröffentlichung der Band ist ein Live-Album, aufgenommen im März 1981 mit der Rolling Stones Mobile Unit im Rotation Club, Hannover, erschienen auf Atlantic Records (SD 19293). Rocket 88 gilt eher als eine fortgesetzte Jam-Session mit den Konstanten Hall und Stewart und zahlreichen Gästen des britischen Rhythm and Blues denn als reguläre Band. Unter den Gast-Musikern waren unter anderem: Alexis Korner, George Green, der Rolling-Stones-Schlagzeuger Charlie Watts, der vor allem durch Stewarts Bemühungen zum Mitmachen bei den Rolling Stones bewegt wurde, Jack Bruce, Danny Adler, Colin Smith, John Picard, Don Weller, Dick Morrissey, Colin Hodgkinson, Zoot Money, Chris Farlowe, Hal Singer, Mickey Waller, Pete York, Colin Smith, Dave Markee, Harvey Weston und Charlie Hart.
Ian Stewart starb am 12. Dezember 1985 im Alter von 47 Jahren an einem Herzinfarkt.

## Postum
Stewart hatte im Hintergrund viel für die „Chemie“ bei den Rolling Stones (vor allem zwischen Jagger und Richards) gesorgt. Nach seinem Ableben kursierten Gerüchte, dass sich die Band auflösen würde.

“Very few people realised how important he was to the Stones.
He was the glue that held the whole thing together.”

„Nur wenige Leute haben erkannt, wie wichtig er für die Stones war.
Er war der Kitt, der das Ganze zusammenhielt.“

Im Gedenken an den kurz zuvor verstorbenen Kollegen gaben die Rolling Stones am 23. Februar 1986 zusammen mit Gastmusikern, unter anderem Eric Clapton und Pete Townshend, ein Konzert im Londoner 100 Club.
Auf der Rolling-Stones-LP Dirty Work, erschienen am 25. Februar 1986 in Paris, gab die Musikgruppe ihrem Ex-Mitglied eine besondere Ehre: Auf dem Innen-Cover stand: „This album is dedicated to Ian Stewart. Thanks Stu, for 25 years of boogie-woogie.“ Auf Seite zwei der LP findet sich ohne Nennung des Titels nach dem letzten Musikstück noch ein 20 Sekunden langer Boogie, solo von Stewart auf dem Piano gespielt. Auf der CD-Version ist dies ein eigener Track mit dem Titel Key to the Highway.
Bei ihrer Aufnahme in die Rock and Roll Hall of Fame im Jahre 1989 baten die Rolling Stones ausdrücklich darum, dass Ian Stewarts Name mit aufgelistet würde.
Im April 2011 veröffentlichte der britische Boogie-Woogie-Pianist Ben Waters die CD Boogie 4 Stu – A Tribute To Ian Stewart, eine Hommage an den verstorbenen Klavierspieler, den Waters als musikalisches Vorbild betrachtet. Bei den Aufnahmen wirkten verschiedene Freunde und Kollegen Stewarts mit, darunter Jools Holland, ehemalige Mitglieder von Rocket 88 sowie die Rolling-Stones Charlie Watts, Keith Richards, Ron Wood, Mick Jagger und Ex-Rolling-Stone Bill Wyman. Auf dem letzten Track der CD ist Ian Stewart selbst mit Rocket 88 auf dem Montreux Jazz Festival von 1984 zu hören. Die CD wurde im Vorfeld mit einem als „Boogie For Stu“ betitelten Konzert beworben, bei dem rund um die gastgebende Band The ABC&D of Boogie Woogie mit Charlie Watts diverse Musiker auftraten, unter anderem die schon am Album beteiligten Bill Wyman und Ron Wood, außerdem der ehemalige Stones-Gitarrist Mick Taylor. Der Verkaufserlös des Albums kommt in Gedenken an den an einem Herzinfarkt gestorbenen Stewart der British Heart Foundation zugute, die mit dieser und weiteren Spenden die Forschung zur Heilung von Herzerkrankungen unterstützen möchte.